# Ambasada RP w Tbilisi
Ambasada Rzeczypospolitej Polskiej w Tbilisi (gruz. პოლონეთის რესპუბლიკის საელჩო საქართველოში, ang. Embassy of the Republic of Poland in Tbilisi) – polska misja dyplomatyczna w stolicy Gruzji.

## Struktura
W skład Ambasady wchodzą:
- Referat ds. polityczno-ekonomicznych
- Referat ds. współpracy rozwojowej
- Wydział Konsularny i Polonii
- Referat ds. administracyjno-finansowych
- Ataszat wojskowy

Okręg Konsularny Ambasady obejmuje Gruzję. Opieka konsularna nie jest wykonywana nad okupowanymi terytoriami Abchazji i Regionu Cchinwali (Osetia Południowa), gdyż władze Gruzji nie sprawują kontroli.
26 maja 2018 utworzono Instytut Polski w Tbilisi.

## Historia

### 1918–1921
Pierwszego dyplomatę wysyłała do Gruzji Rada Regencyjna Królestwa Polskiego – Wacława Ostrowskiego, który zorganizował w ówczesnym Tiflisie polskie przedstawicielstwo w randze agencji konsularnej i prowadził z prezydentem Noe Żordanią rozmowy o sojuszu wojskowym.
Polska uznała Gruzję 29 stycznia 1919 (formalnie 23 stycznia 1921 po uznaniu Gruzji de iure przez Radę Najwyższą Ententy). W 1920 agencję przekształcono w konsulat. W marcu tegoż roku do Tiflisu przybyła misja na czele z Tytusem Filipowiczem, który 31 marca złożył listy uwierzytelniające ministrowi spraw zagranicznych Eugeni Gegeczkoriemu. 24 kwietnia tegoż roku, misja udała się do Baku, gdzie jej członkowie zostali 28 aresztowani przez sowietów i wywiezieni do Moskwy. Na początku 1921 konsulat przekształcono w konsulat generalny RP, którego szefostwo objął Wiktor Białobrzeski. W tym czasie dyskutowany był sojusz polsko-gruziński. W planach było też powstanie ambasady RP w Tbilisi z Romanem Knollem jako ambasadorem i mjr. Wacławem Jędrzejewiczem na stanowisku attaché wojskowego. Plany te legły w gruzach, gdy 25 lutego 1921 Demokratyczna Republika Gruzji została zaatakowana, a później przeszła pod władzę sowiecką, wchodząc w skład Zakaukaskiej Federacyjnej Socjalistycznej Republiki Radzieckiej. Polska nie uznała tej aneksji i utrzymywała kontakty z osiadłym w Paryżu gruzińskim rządem emigracyjnym.

### Okres ZSRS
W latach 1926–1937 władze polskie utrzymywały w Tiflisie (od 1936 w Tbilisi) konsulat generalny, który podlegał ambasadzie RP w Moskwie. Konsulat mieścił się przy ul. Korganowskiej 24 (1930–1937).

### Od 1991
Ponowne nawiązanie stosunków dyplomatycznych między Rzecząpospolitą Polską a Gruzją nastąpiło podczas wizyty wiceministra spraw zagranicznych Gruzji Micheiła Ukleby w Polsce 28 kwietnia 1992. Ambasadę RP w Tbilisi powołano 20 listopada 1995, a jej otwarcie nastąpiło 1 listopada 1997.